# Пазар „Модиано“
Пазарът или Стоата „Модиано“ (на гръцки: Αγορά Μοδιάνο, Στοά Μοδιάνο) е покрит пазар в Солун, Гърция.
Строежът започва в 1922 година, като е построен между 1922 и 1930 г. в центъра на града и оформя централното място на градския пазар, който обхваща няколко пресечки. Името му произлиза от архитекта на пазара Ели Модиано, член на известния в града род Модиано, който е от италианско-еврейски произход. Това е един от най-големите проекти на Ели Модиано.
Пазарът се намира в опожарения през 1917 година район, възстановен по плана на Ернест Ебрар.
В самото тържище има рибни пазари, месарски магазини, таверни и барове. Пазарът Модиано е място от социално и историческо значение за града.